# أرست (همبرات)
أرست (بالفارسية: ارست) هي قرية تقع في إيران في قسم همبرات الريفي.